# فرهنگ اسلامی

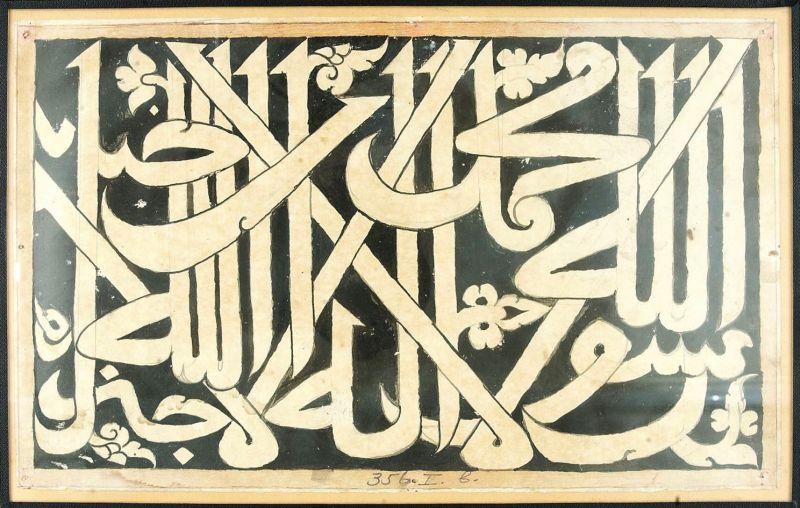
اقرار اسلامی امضا شده

فرهنگ اسلامی یک اصطلاح برای توصیف شیوه‌های فرهنگی مشترک به لحاظ تاریخی مسلمانان است. اوایل شکل‌های فرهنگ اسلامی، عمدتاً عربی بودند. با گسترش سریع خلافت های اسلامی، این فرهنگ، فرهنگ‌های فارسی، قفقازی، بنگلادشی، ترکی، مغولی، هندی، مالایی، مالایی، بربر، مصری، اندونزیایی، و مرو را تحت تأثیر قرار داده‌است.
فرهنگ اسلامی، عموماً تمامی اعمالی را شامل می‌شود که در اسلام هستند، شامل اعمال قرآنی از جمله نماز و … است